# Штайнхёфель
Штайнхёфель (нем. Steinhöfel) — община в Германии, в земле Бранденбург.
Входит в состав района Одер-Шпре. Население составляет 4507 человек (на 31 декабря 2010 года). Занимает площадь 159,84 км².
Коммуна подразделяется на 12 сельских округов.
| Год  | Население |
| ---- | --------- |
| 2005 | 4675      |
| 2010 | 4552      |

## Фотографии

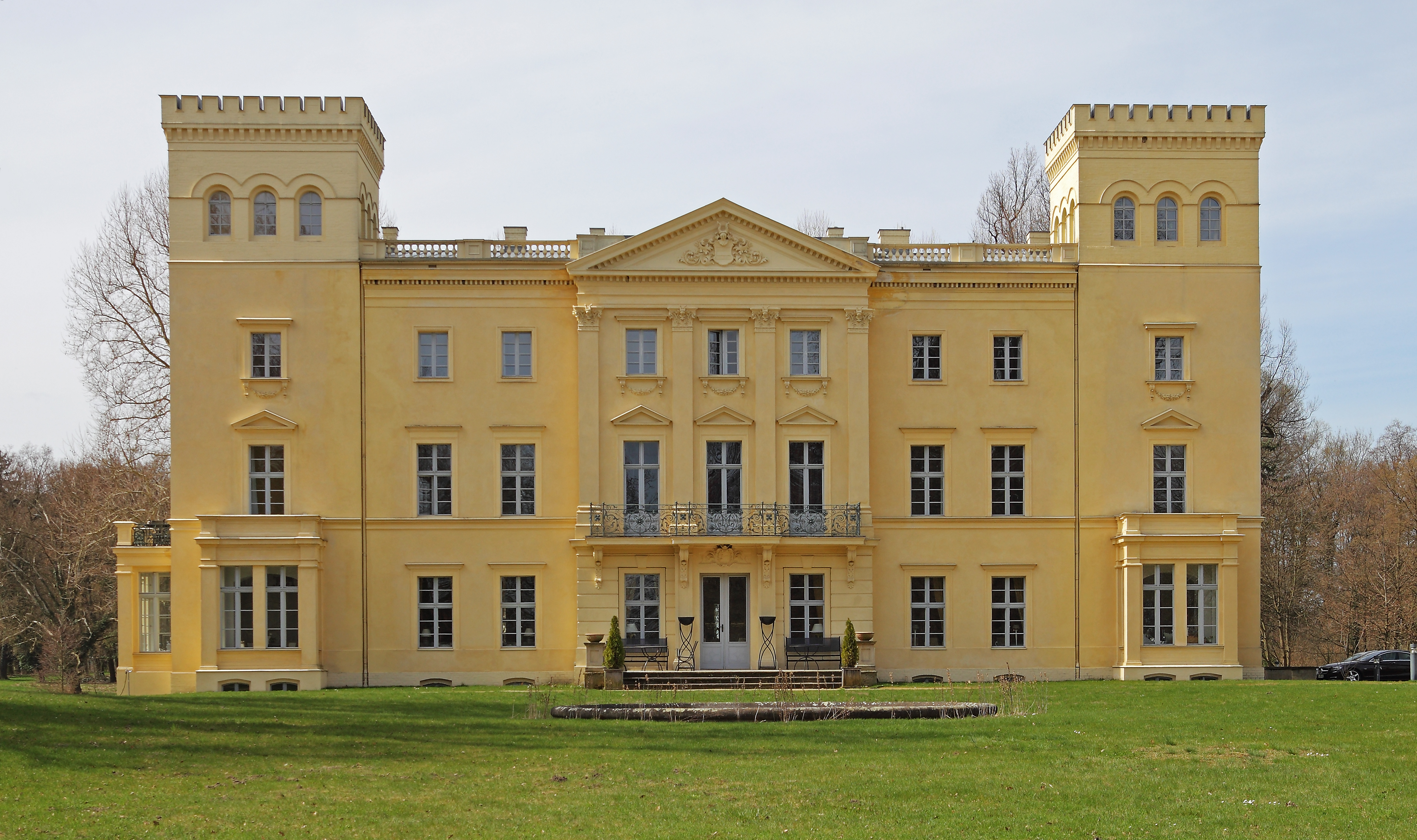
Замок Штайнхёфель
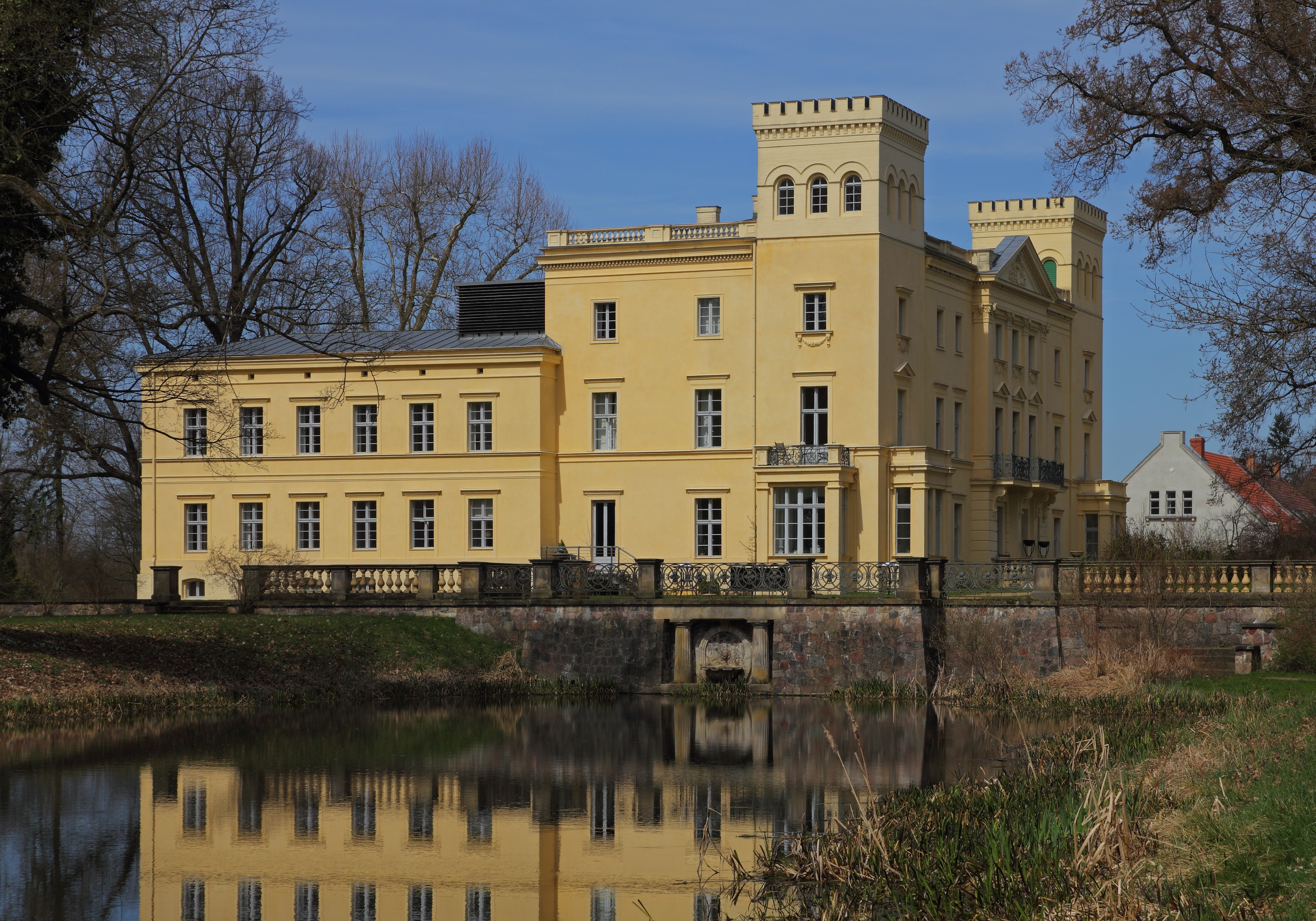
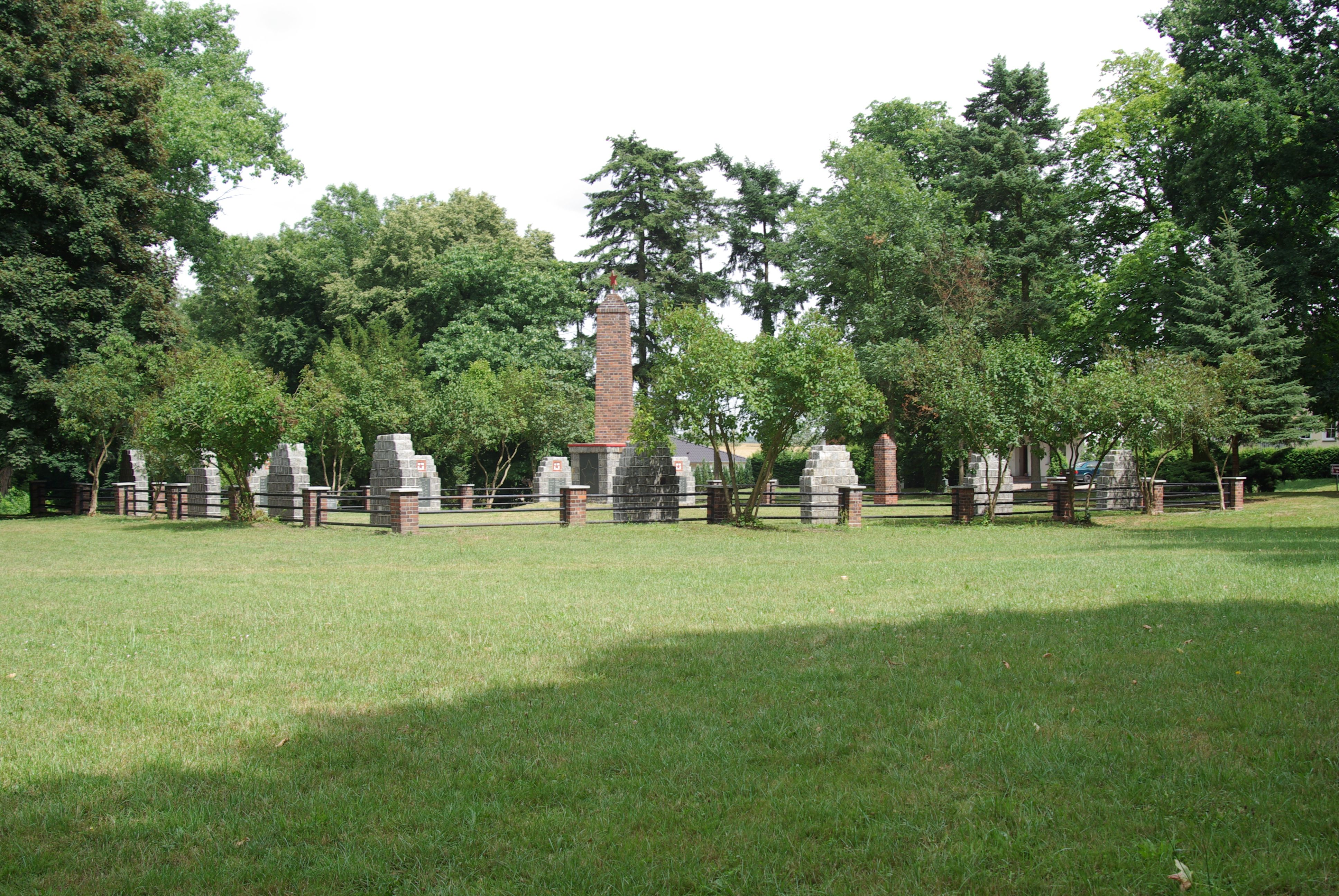
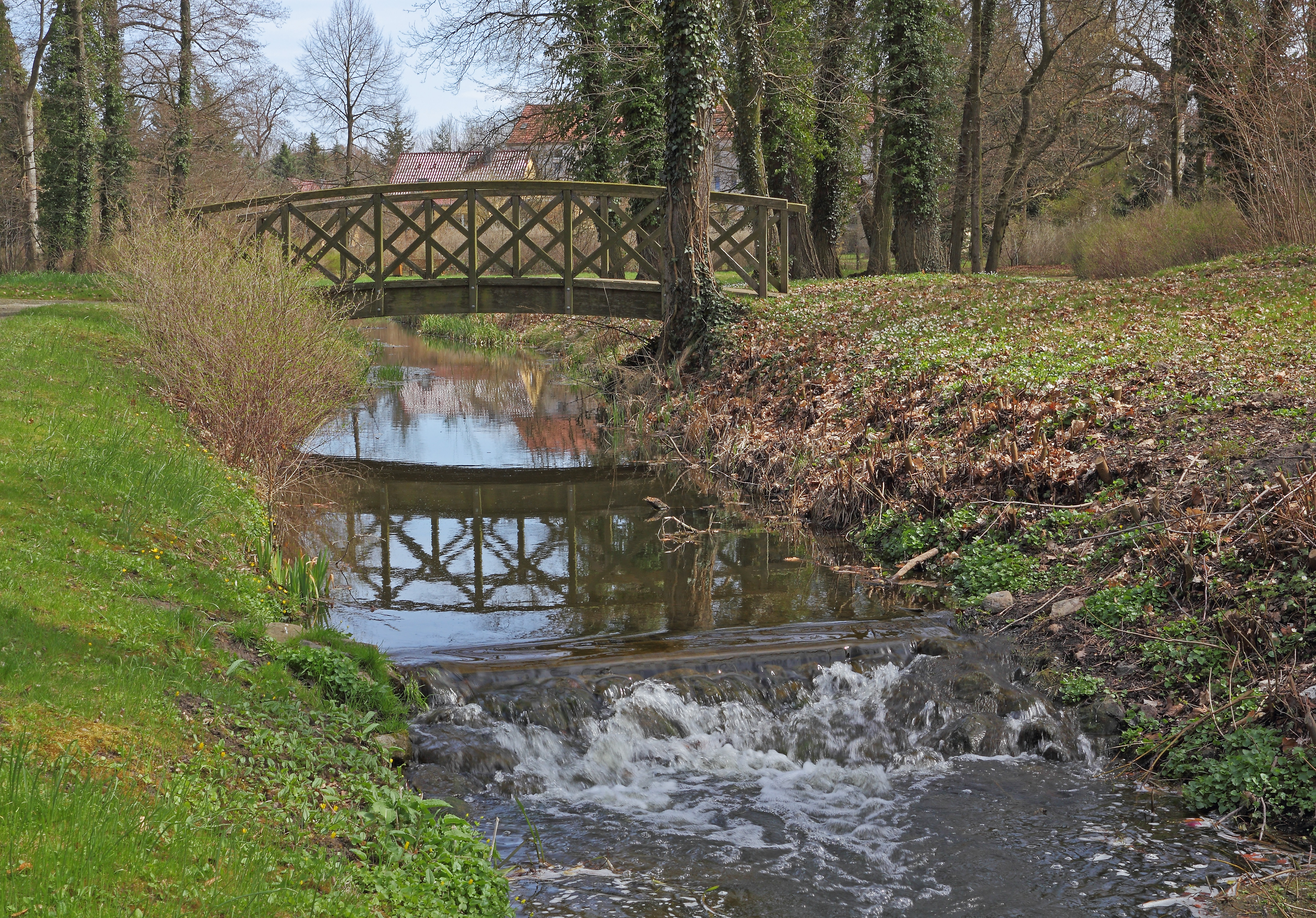
Замок Штайнхёфель, ландшафтный сад
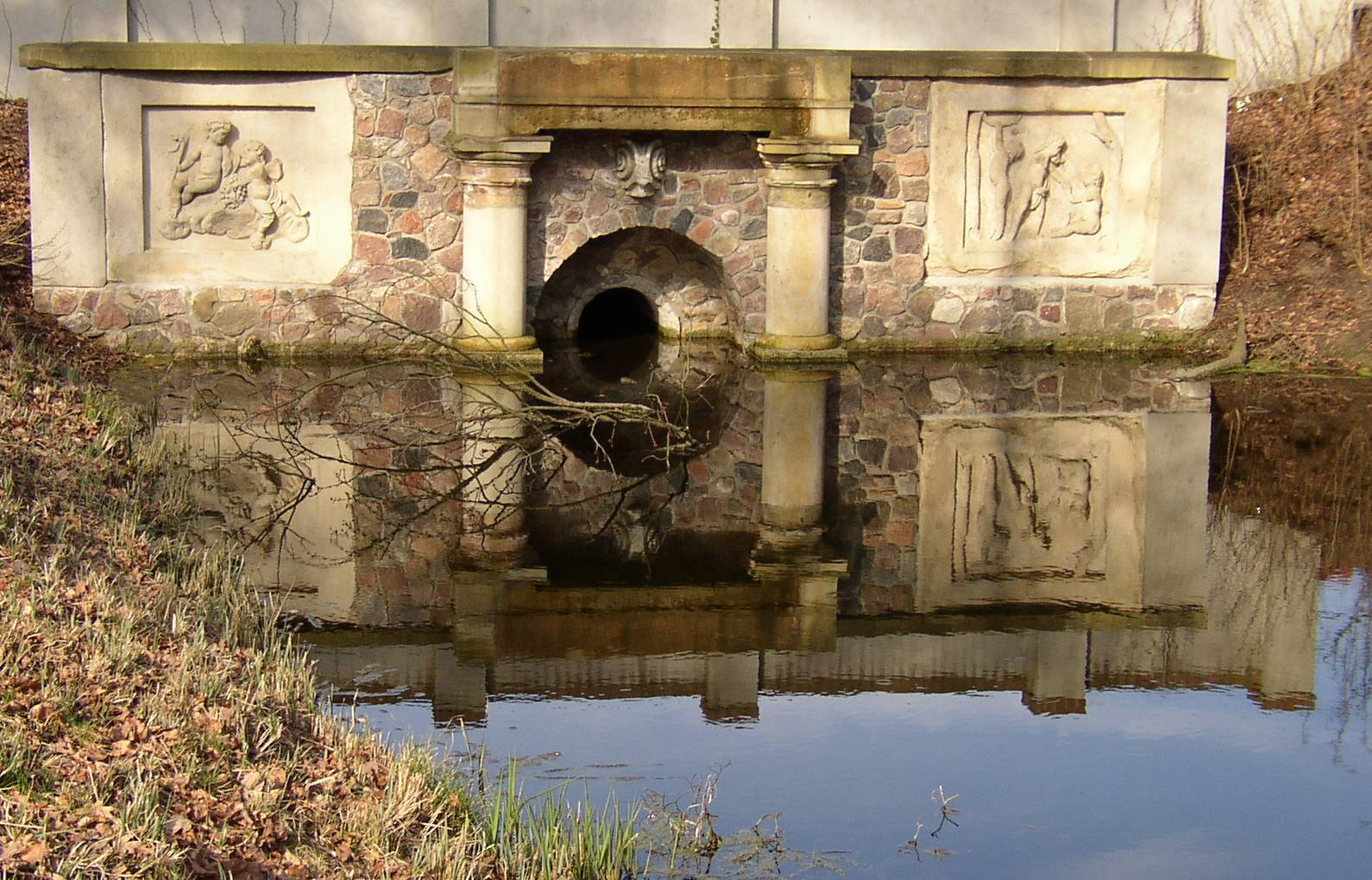
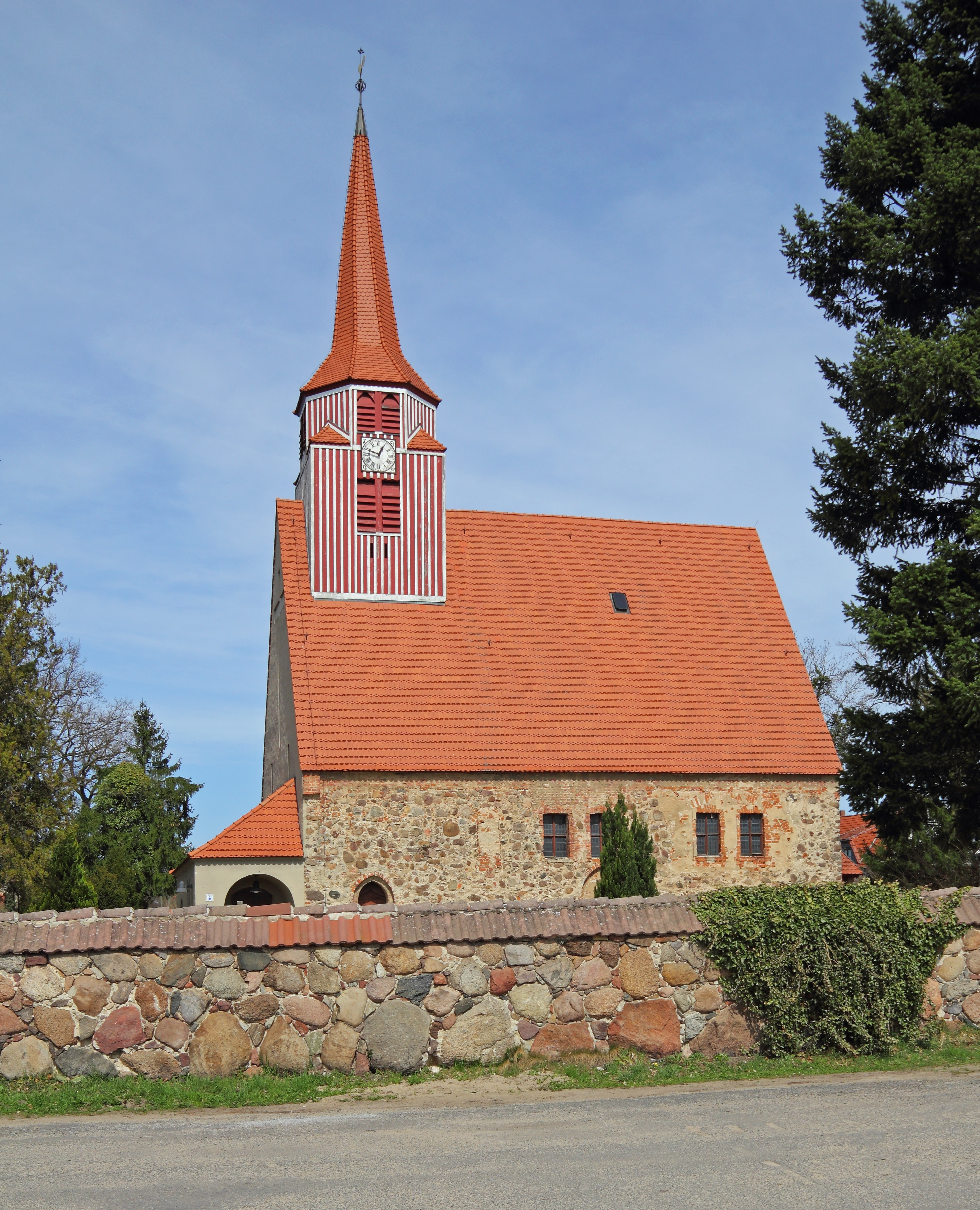
Деревенская кирха Демниц
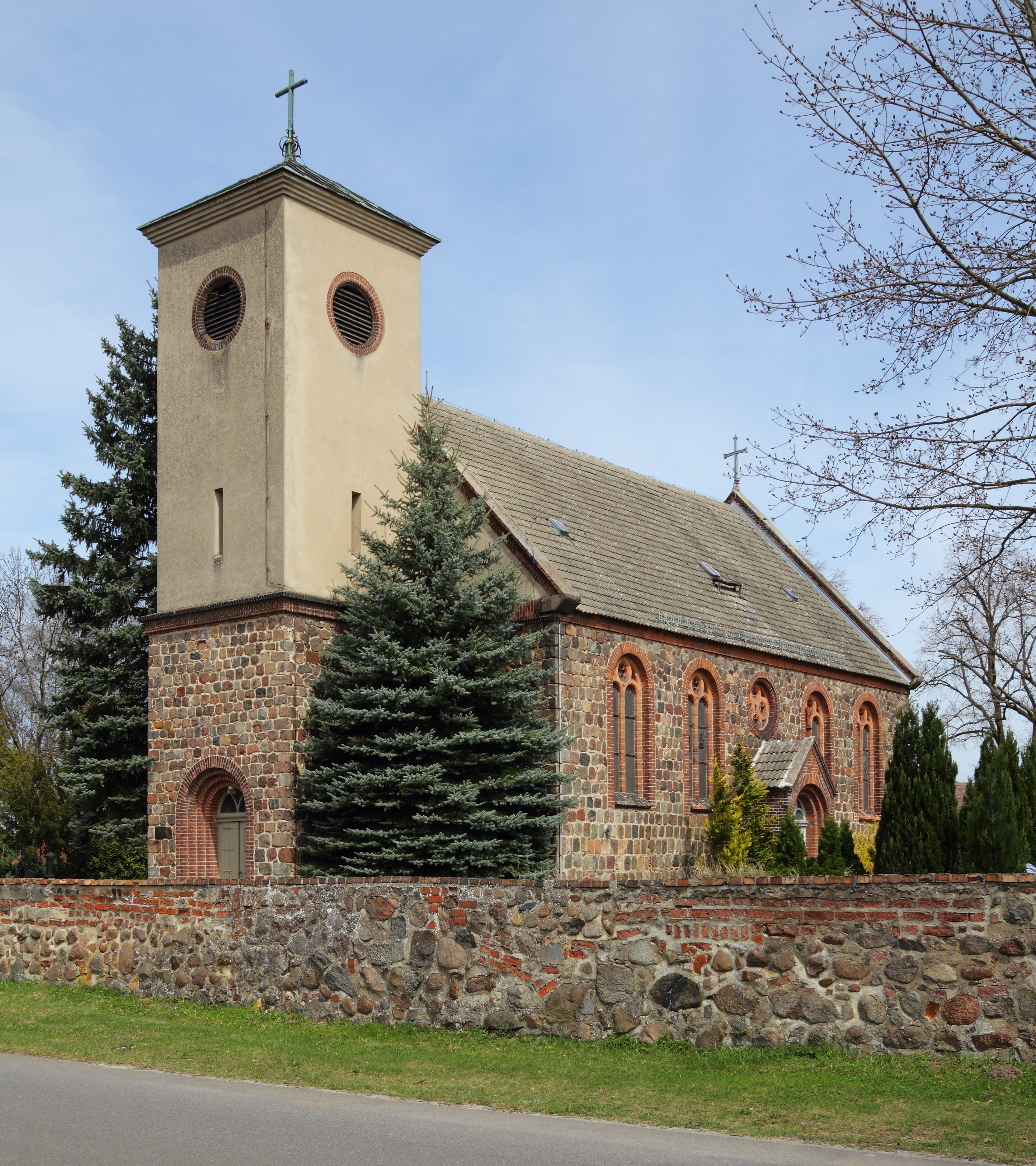
Деревенская кирха Нойендорф-им-Занде